# Marc Antoine Baudot
Pour les articles homonymes, voir Baudot.
Marc Antoine Baudot, né à Liernolles (Allier) le 18 mars 1765, mort à Moulins le 23 mars 1837, est un révolutionnaire français, député à l'Assemblée législative puis à la Convention.

## Biographie
Issu d'une famille bourgeoise de Dijon, Marc Antoine Baudot naît à Liernolles (Allier), le 18 mars 1765. Il est le fils de Jean-Marie Baudot, fermier du domaine de la Forest de Viry,, propriété noble, et de Claudine Deshaires. Son parrain est Marc-Antoine Durand, docteur en médecine, procureur du roi et syndic de la ville de Paray-le-Monial ; il exerce une grande influence sur lui et l'incite à embrasser la carrière médicale. 
Médecin à Charolles, en Saône-et-Loire, il adhère au début de la Révolution à la société des Amis de la Constitution de Charolles, dont il est secrétaire en novembre 1790, peu après y avoir été admis (4 avril 1790).

### Mandat à la Législative
La France devient une monarchie constitutionnelle en application de la constitution du 3 septembre 1791. Marc Antoine Baudot est élu député suppléant du département de la Saône-et-Loire, le premier sur quatre, à l'Assemblée nationale législative. Il est appelé à siéger à la faveur de la démission de Charles Desplaces. En août 1792, il vote en faveur de la mise en accusation du marquis de Lafayette.

### Mandat à la Convention
La monarchie prend fin à l'issue de la journée du 10 août 1792 : les bataillons de fédérés bretons et marseillais et les insurgés des faubourgs de Paris prennent le palais des Tuileries. Louis XVI est suspendu et incarcéré à la tour du Temple. 
En septembre, Marc Antoine Baudot est réélu député de la Saône-et-Loire, le septième sur onze, à la Convention nationale. 
Il siège sur les bancs de la Montagne. Dès octobre 1792, il appuie la proposition de mettre en accusation le général Arthur Dillon, qu'il accuse d'avoir « offert la paix à ces brigands qui ont si cruellement, et contre toutes les lois de la guerre, bombardé Thionville ».  
Lors du procès de Louis XVI, il vote la mort et rejette l'appel au peuple et le sursis à l'exécution. En avril 1793, il est absent lors de la mise en accusation de Jean-Paul Marat. En mai, il est également absent lors du scrutin sur le rétablissement de la Commission des Douze.

#### L'envoyé en mission
Le 12 avril 1793, Marc Antoine Baudot est envoyé en mission à Bayonne auprès de l'armée des Pyrénées aux côtés de Guillaume Chaudron-Rousseau et de Joseph-Étienne Projean. Il est rappelé à Paris en juin. 
Le 26 juillet, Baudot est envoyé en mission dans le département du Lot pour remplacer ses collègues Jean-Baptiste-Charles Mathieu-Mirampal et Jean-Baptiste Treilhard. Il écrit, avec son collègue Claude-Alexandre Ysabeau, au Comité de Salut public de La Réole fin août. 
Début septembre, Baudot est envoyé en mission dans les départements de l'Ariège et de la Haute-Garonne. Le 8 octobre, il écrit de Toulouse avec son collègue Chaudron-Rousseau pour demander au Comité de Salut public quel conduite tenir face aux commissaires du Conseil exécutif : « Certains commissaires du Conseil exécutif et les agents du Comité de salut public entravent notre marche, rivalisent de pouvoirs avec nous et nous font naître mille difficultés que vous devez expliquer pour le salut de la chose publique et l'uniformité des mesures qu'il faut prendre pour l'opérer. Un agent du Comité de salut public peut-il se dire notre adjoint ? » Le 21 du même mois, il écrit, avec ses collègues Chaudron-Rousseau, Ysabeau et Jean-Lambert Tallien que « les commissaires du Conseil exécutif, presque tous les intrigants, et ceux que vous avez envoyés dans le Midi, prennent le titre de représentants du peuple et se conduisent avec une insolence sans égale ». L'historien Michel Biard, spécialiste de la Convention nationale et des représentants en mission, estime que cette dualité contribue à la désorganisation. 
Le 13 brumaire an II (3 novembre 1793), il est envoyé par décret en mission aux armées du Rhin et de la Moselle avec Ehrmann, Lacoste et Lémane, participe à la bataille de Kaiserslautern et s'oppose à Saint-Just et à Le Bas et d'autres commissaires de la Convention arrivés après lui, après qu'il a nommé Lazare Hoche général en chef de ces deux armées réunies, alors que ses collègues préféraient Jean-Charles Pichegru.
Le 19 brumaire an II (9 novembre 1793), il prend avec Lémane un arrêté qui affirme : « Les phrases longues appartiennent aux monarchistes, le laconisme est le propre de la République. Dix lignes suffisent pour chaque objet de pétition : ceux qui en écriront davantage seront suspectés de vouloir mettre des longueurs à la Révolution ».

Le 6 frimaire an II (19 novembre 1793), il écrit au Journal des Hommes libres, pour témoigner de sa déception devant l'attitude des juifs d'Alsace et de la région bordelaise : 

« La race juive, mise à l'égale des bêtes de somme par les tyrans de l'ancien régime, aurait dû sans doute se dévouer tout entière à la cause de la liberté qui les rend aux droits de l'homme. Il n'en est cependant rien. Les juifs nous ont trahis dans plusieurs petites villes et villages du côté de Wissembourg. On serait en peine pour en compter dix reconnus patriotes dans les départements du Haut et Bas-Rhin... Partout ils mettent la cupidité à la place de l'amour de la patrie et leurs ridicules superstitions à la place de la raison... Ne serait-il pas convenant de s'occuper d'une régénération guillotinière à leur égard,, ? »

À Paris avec Lacoste le 25 nivôse an II (14 janvier 1794), il retourne aux armées peu après. Le 8 pluviôse (27 janvier), les deux hommes prennent à Strasbourg un arrêté réclamant à la population 30 000 souliers  et 3 000 manteaux, dans un souci permanent d'approvisionner les troupes. Le 21 ventôse (11 mars), Baudot est encore à Metz.
En germinal (mars), Baudot est élu secrétaire de la Convention aux côtés Jacques-Augustin Leyris, Jean-Pascal Charles de Peyssard et Charles-Albert Pottier sous la présidence de Tallien. 
Le 25 messidor (13 juillet), Baudot obtient un congé de trois décades. Il est absent lors du 9 thermidor. Dans ses Mémoires, il déclare que la fête de l'Être suprême est marquée par des incidents et de l'hostilité vis-à-vis de Robespierre : celui-ci aurait fait l'objet d'injures de la part de ses collègues Laurent Lecointre, Louis Maribon de Montaut, Pierre Ruamps et Didier Thirion.
Il est nommé par décret le 30 thermidor (17 août) à l'armée des Pyrénées-Occidentales avec Delcher et Garrau. Remplacé par décret du 21 ventôse an III (11 mars 1795) par Bô et Picqué, qui ne s'y rend pas, il est encore à cette armée le 19 germinal (8 avril). Après cette ultime mission, il se retire en Saône-et-Loire.

## La réaction thermidorienne
Le 13 prairial an III (1er juin 1795), à la suite des dénonciations des députés Georges Frédéric Dentzel et Balthazar Faure examinées par le Comité de législation, la Convention le décrète d'arrestation pour répondre de sa mission aux armées du Rhin et de la Moselle. Il fait partie d'un groupe de conventionnels accusés lors du mois de prairial qui comporte Lacoste, Alard, Dartigoeyte, Javogues, Lejeune, Mallarmé, Monestier du Puy-de-Dôme, Sergent et Maure. Il fait publier un droit de réponse le 2 thermidor an III afin de récuser les accusations portées contre lui. Baudot parvient à s'échapper et trouve refuge à Venise où il demeure jusqu'au 5 octobre 1795,. 
Ayant regagné Paris en vendémiaire an IV, il voyage, semble-t-il, à Vérone, en Suisse et aux États-Unis.
Marc-Antoine Baudot est amnistié par la loi du 4 brumaire an IV.

## Le Directoire et l'Empire
En messidor an VII, il est nommé chef de division au ministère de la guerre sous Bernadotte. Lors du retrait de ce ministre (14 septembre 1799), il part avec lui et reprend sa profession de médecin.
Pendant les Cent-Jours, il accepte un poste de lieutenant de police extraordinaire à Morlaix.

## L'exil
Après un premier exil sous la Restauration, il revient en France pendant les Cent-Jours. Baudot est emprisonné pendant la terreur blanche. La Seconde Restauration le bannit en janvier 1816, à la suite de la loi contre les régicides ; il passe en Suisse, où il est mal reçu. Après une pérégrination de six semaines pour trouver chaque jour un asile pour dormir, un médecin de Lausanne le prend sous sa protection et lui trouve une retraite à Avenches dans une maison dédiée aux aliénés. Il se retire ensuite à Bruxelles et à Liège, où il fréquente ses anciens collègues conventionnels, mais se moque des anciens dignitaires impériaux, qu'il appelle les « magnats », comme Sieyès et Cambacérès.
En 1830, il rentre en France après les Trois Glorieuses et s'installe à Moulins, où il meurt le 23 mars 1837. Ses obsèques sont célébrées civilement.

## La postérité
En 1811, la famille d'Edgar Quinet s'installe à Charolles, où elle se lie d'amitié avec Baudot. L'historien décrira plus tard sa rencontre avec l'ancien conventionnel : 

« Jamais il ne parlait de la Révolution. C'était là aussi un sujet interdit, soit qu'il craignit de ne pas être compris, soit que lui-même fut importuné de ce souvenir. Je l'entendis pourtant dire un mot qui me frappa : "D'autres hommes ont la fièvre pendant vingt-quatre heures ! Moi, Madame, je l'ai eue pendant dix ans". Quelle pouvait être cette fièvre ? Ce mystère m'attirait. Car le silence profond gardé sur les grands évènements par ceux même qui les avaient faits était alors un des traits de la France. Si j'interrogeais, on me répondait tout bas par le mot de Terreur. Je supposais alors des histoires effroyables ; mais en rencontrant le lendemain sur l'escalier cette même figure si gracieuse, si souriante, si charmante, la plus aimable peut-être que j'ai vue, je ne savais plus que penser. »

À sa mort, ce dernier lègue ses mémoires à l'historien, qui n'en reçoit le manuscrit qu'en 1863, alors qu'il est en exil dans le canton de Vaud et qu'il a pratiquement achevé son histoire de La Révolution ; il en intègre des passages dans son texte. Puis, en 1893, sa veuve publie les Notes historiques avec une préface de sa main symboliquement datée du 14 juillet 1889. Cet ouvrage comporte de nombreux portraits, satiriques (Sieyès), indulgents (Barère, David), ou animés par une émotion républicaine (Romme, Goujon, Soubrany, qu'il appelle « les derniers des Romains »). Il expose son mépris pour les femmes engagées politiquement dans la Révolution et son admiration, pour les raisons inverses, pour les femmes des États-Unis d’Amérique.

## Œuvre
- Notes historiques sur la Convention nationale, le Directoire, l'Empire et l'exil des votants (publiée par Mme VVe Edgar Quinet, née Asaky), Paris, Imprimerie D. Jouaust, 1893, 371 pages.